# 30 април
30 април е 120-ият ден в годината според григорианския календар (121-ви през високосна година). Остават 245 дни до края на годината.

## Събития
- 311 г. – Римският император Галерий издава едикт, според който християните са законно признати в Римската империя.
- 1671 г. – Петър Зрински и Фран Кръсто Франкопан са екзекутирани и погребани тайно.
- 1789 г. – Джордж Вашингтон встъпва в длъжност като първи президент на САЩ.
- 1803 г. – Покупка на Луизиана: Франция се съгласява да продаде Луизиана на САЩ.
- 1804 г. – Шрапнелът, наречен на името на Хенри Шрапнел, е използван за първи път от англичаните срещу холандците в Суринам.
- 1900 г. – Гръцката принцеса Мария Георгиевна и великия руски княз Георги Михайлович сключват брак на остров Корфу.
- 1917 г. – Основан е уругвайският футболен отбор от Монтевидео К.А. Прогресо.
- 1918 г. – Образувана е Туркестанската автономна съветска социалистическа република, просъществувала до 27 октомври 1924.
- 1933 г. – Основана е Русенската художествена галерия.
- 1945 г. – Втората световна война: Михаил Минин, при щурма на Райхстага успява да се изкачи пръв на покрива и от там да развее червеното знаме на победата.
- 1945 г. – Втората световна война:Адолф Хитлер и Ева Браун се самоубиват в бункер в Берлин.
- 1945 г. – Излиза последния брой на немския вестник Фьолкишер Беобахтер.
- 1952 г. – Създадено е Командването на Тактическата авиация при ГВВС с кралски указ.
- 1966 г. – Антон Сандор Ла Вей основава Църквата на Сатаната по време на Валпургиевата нощ.
- 1973 г. – Президентът Ричард Никсън поема отговорност за подслушването в аферата Уотъргейт.
- 1975 г. – Завършва Виетнамската война. Престава да съществува Южен Виетнам.
- 1980 г. – Кралицата на Холандия Юлиана Нидерландска абдикира в полза на дъщеря си Беатрикс Нидерландска, която става новата кралица на Холандия.
- 1981 г. – Христо Проданов изкачва връх Лхотце и става първият българин изкачил осемхилядник.
- 1993 г. – В CERN е създадена World Wide Web.
- 2000 г. – Фаустина Ковалска е канонизирана от папа Йоан Павел II.
- 2010 г. – Спира излъчването на първия български музикален канал MM.

## Родени
- 1245 г. – Филип III, крал на Франция († 1285 г.)
- 1662 г. – Мария II Стюарт, кралица на Англия († 1694 г.)
- 1770 г. – Дейвид Томпсън, канадски изследовател († 1857 г.)
- 1777 г. – Карл Фридрих Гаус, немски математик († 1855 г.)
- 1803 г. – Албрехт фон Роон, пруски политик († 1879 г.)
- 1815 г. – Виктор Григорович, руски филолог († 1876 г.)
- 1829 г. – Ромоло Джеси, италиански офицер († 1881 г.)
- 1829 г. – Фердинанд фон Хохщетер, австрийски геолог († 1884 г.)
- 1834 г. – Джон Лъбък, английски археолог († 1913 г.)
- 1860 г. – Лорънс Уелс, австралийски топограф († 1938 г.)
- 1870 г. – Франц Лехар, унгарски композитор († 1948 г.)
- 1883 г. – Ярослав Хашек, чешки писател († 1923 г.)
- 1893 г. – Йоахим фон Рибентроп, външен министър на Третия райх († 1946 г.)
- 1909 г. – Груди Атанасов, български политик († 1990 г.)
- 1909 г. – Юлиана Нидерландска, кралица на Холандия († 2004 г.)
- 1911 г. – Луизе Ринзер, немска писателка († 2002 г.)
- 1916 г. – Клод Шанън, американски математик († 2001 г.)
- 1920 г. – Николай Гринко, украински актьор († 1989 г.)
- 1930 г. – Феликс Гатари, френски активист († 1992 г.)
- 1933 г. – Уили Нелсън, американски китарист
- 1934 г. – Васил Чакъров, български художник
- 1937 г. – Иван Пеев, български музикант († 2018 г.)
- 1938 г. – Лари Нивън, американски писател
- 1940 г. – Трендафилка Немска, българска тонрежисьорка
- 1946 г. – Карл XVI Густав, крал на Швеция
- 1956 г. – Ларс фон Триер, датски режисьор
- 1958 г. – Стефан Лъхчиев, български футболист
- 1958 г. – Шарл Берлен, френски актьор
- 1959 г. – Пол Грос, канадски актьор
- 1959 г. – Стивън Харпър, министър-председател на Канада
- 1961 г. – Томас Шааф, немски треньор по футбол
- 1962 г. – Николай Фоменко, руски певец
- 1963 г. – Александер Озанг, немски писател
- 1963 г. – Стефан Кисьов, български писател
- 1964 г. – Васил Петров, български джаз и поп певец, композитор и художник
- 1965 г. – Васил Василев-Зуека, български актьор
- 1967 г. – Филип Киркоров, руски певец
- 1974 г. – Андрей Губин, руски певец
- 1976 г. – Ивайло Иванов, български кино оператор
- 1978 г. – Роуз Ролинс, американска актриса
- 1978 г. – Симоне Бароне, италиански футболист
- 1980 г. – Богдан Боцев, български политик и икономист
- 1981 г. – Джон О'Шей, ирландски футболист
- 1982 г. – Кирстен Дънст, американска актриса
- 1985 г. – Иво Иванов, български футболист
- 1985 г. – Гал Гадот, израелска актриса
- 1992 г. – Марк-Андре тер Щеген, немски футболист

## Починали
- 65 г. – Марк Аней Лукан, римски поет (* 39 г.)
- 535 г. – Амалазунта, кралица на остготите в Италия (* 496 г.)
- 783 г. – Хилдегард, кралица на франките (* 758 г.)
- 1030 г. – Махмуд Газневи, газневидски владетел (* 971 г.)
- 1131 г. – Адютор, римокатолически светец (* 1073 г.)
- 1305 г. – Роже дьо Флор, средновековен авантюрист-наемник (* 1266 г.)
- 1632 г. – Сигизмунд III Васа, полско-литовски крал (* 1566 г.)
- 1792 г. – Джон Монтагю, британски политик (* 1718 г.)
- 1795 г. – Жан-Жак Бартелеми, френски археолог (* 1716 г.)
- 1847 г. – Карл Австрийски, австрийски ерцхерцог (* 1771 г.)
- 1865 г. – Робърт Фицрой, английски изследовател (* 1805 г.)
- 1876 г. – Петър Бонев, български революционер (* 1837 г.)
- 1883 г. – Едуар Мане, френски художник (* 1832 г.)
- 1902 г. – Валерий Якоби, руски художник (* 1833 г.)
- 1918 г. – Йосиф Великотърновски, български духовник (* 1870 г.)
- 1923 г. – Луи Леже, френски славист (* 1843 г.)
- 1930 г. – Русел Судзиловски, руски лекар (* 1850 г.)
- 1933 г. – Христо Коцев, български революционер (* 1869 г.)
- 1938 г. – Йордан Митрев, български лесовъд (* 1866 г.)
- 1942 г. – Киро Димитровски, югославски партизанин (* 1912 г.)
- 1944 г. – Петко Росен, български писател (* 1880 г.)
- 1945 г. – Адолф Хитлер, немски политик (* 1889 г.)
- 1945 г. – Ева Браун, съпруга на Хитлер (* 1912 г.)
- 1948 г. – Вилхелм фон Тома, германски офицер (* 1891 г.)
- 1949 г. – Димитър Малинчев, български духовник (* 1884 г.)
- 1961 г. – Елена Карамихайлова, българска художничка (* 1875 г.)
- 1981 г. – Петер Хухел, немски поет (* 1903 г.)
- 1983 г. – Джордж Баланчин, американски балетмайстор (* 1904 г.)
- 1983 г. – Мъди Уотърс, американски музикант (* 1915 г.)
- 1989 г. – Серджо Леоне, италиански режисьор (* 1929 г.)
- 1990 г. – Ганчо Ганчев, български актьор († 1925 г.)
- 1992 г. – Димитър Екзеров, български политик († 1919 г.)
- 1994 г. – Роланд Ратценбергер, австрийски пилот от Формула 1 (* 1960 г.)
- 2003 г. – Лайънъл Уилсън, американски дубльор (* 1924 г.)
- 2006 г. – Беатрис Шеридан, мексиканска актриса († 1934 г.)
- 2007 г. – Грегори Льомаршал, френски певец (* 1983 г.)
- 2007 г. – Гриша Островски, български актьори и режисьор (* 1918 г.)
- 2010 г. – Паул Майер, германски духовник (* 1911 г.)

## Празници
- Международен ден на джаза
- Виетнам – Ден на свободата
- Германия, Естония, Латвия, Литва, Румъния, Финландия, Чехия и Швеция – Валпургиева нощ
- Мексико – Ден на детето
- Нидерландия – Ден на кралицата (Koninginnedag) – национален празник
- Русия – Ден на пожарната охрана
- Тайланд – Ден за защита на потребителите (от 1980 г.)
- Швеция – Ден на краля – национален празник